# Siphona bevisi
Siphona bevisi är en tvåvingeart som beskrevs av Charles Howard Curran 1941. Siphona bevisi ingår i släktet Siphona och familjen parasitflugor. Inga underarter finns listade i Catalogue of Life.